# 프랑키 판 데르 엘스트
프랑키 판 데르 엘스트(네덜란드어: Franky Van der Elst, 1961년 4월 30일 ~ )는 벨기에의 전직 축구 선수 겸 현직 축구 감독으로, 포지션은 수비형 미드필더였다.
1978년 RWD 몰렌베익 소속으로 데뷔했고 1984년부터 1999년까지 클럽 브루게 소속으로 뛰면서 팀의 벨기에 리그 5회 우승(1988년, 1990년, 1992년, 1996년, 1998년)과 벨기에 컵 3회 우승(1991년, 1995년, 1996년), 벨기에 슈퍼컵 7회 우승(1988년, 1990년, 1991년, 1992년, 1994년, 1996년, 1998년)에 공헌했다.
1986년 FIFA 월드컵과 1990년 FIFA 월드컵, 1994년 FIFA 월드컵, 1998년 FIFA 월드컵에서 벨기에 대표로 출전했으며 2004년 3월 펠레가 선정한 현존하는 최고의 축구 선수 목록인 FIFA 100에 선정되었다.